# Черноморско-Биби-Эйбатское нефтяное акционерное общество
Черноморско-Биби-Эйбатское Нефтяное Акционерное Общество, как явствует из его Высочайше утвержденного 29 апреля 1909 года Устава, учреждено «для производства разведок и добычи нефти в Майкопском отделе Кубанской Области, в Бакинской губернии и в других местностях Кавказскаго края, а также для торговли нефтью и нефтяными продуктами».
В основном Общество занималось разработкой нефтяных месторождений и добычей «черного золота» в пределах Биби-Эйбатского месторождения Бакинского нефтяного района, а также в разведанных местах Черноморской губернии.
На момент учреждения основной капитал Черноморско-Биби-Эйбатского нефтяного АО составлял 1 млн. 400 тыс. руб. Общество входило в список из более чем двухсот нефтепромышленных акционерных обществ, действовавших в России на 1 января 1914 года. Как сказано в адресном ежегодном справочнике Весь Петербург за 1913 год, должность Председателя Правления Черноморско-Биби-Эйбатского общества на тот период занимал крупный предприниматель Константин Петрович Мультино, до революции также являвшийся гласным Санкт-Петербургского уездного земства.